# Heidi Zeller-Bähler
Pour les articles homonymes, voir Zeller et Bahler.
Heidi Zeller-Bähler, née le 25 juillet 1967 à Sigriswil, est une skieuse alpine suisse, qui a mis fin à sa carrière sportive à la fin de la saison 1996.

## Palmarès

### Coupe du monde
- 3 succès en course (2 en Slalom géant, 1 en Super G)
- 13 Podiums

#### Saison par saison
- 1995 :
  - Slalom géant : 2 victoires (Park City ( États-Unis), Vail ( États-Unis))
  - Super G : 1 victoire (Saalbach-Hinterglemm ( Autriche))

### Arlberg-Kandahar
- Meilleur résultat : 11e place dans la descente 1993-94 à Sankt Anton